# Национални сабор „Златне руке”
Национални сабор „Златне руке” је традиционална манифестација кулинарско-забавног садржаја, која се одржава од 1983. године у Сокобањи. Одржава се 14. јула сваке године.
На сабору учесници се такмиче у припремању старих, готово заборављених јела, вештинама старих заната и народним рукотворинама. Бројни посетиоци могу добити савете о припреми неког традиционалног јела, а могу дегустирати изложене специјалитете. 